# シーズ・ア・レインボー
「シーズ・ア・レインボー」（She's a Rainbow）は、ローリング・ストーンズの楽曲である。1967年に発売されたアルバム『サタニック・マジェスティーズ』に収録された。作詞・作曲はミック・ジャガーおよびキース・リチャーズ。アメリカをはじめとした数か国でシングル・リリースされた。
この曲は、1999年に5色のiMacのテレビCMに使用された。また、日本では2015年に進研ゼミのCMにも使用された。

## 曲の構成・レコーディング
「シーズ・ア・レインボー」は、
Alright there now listen very closely for how to play the game, I'll tell you how to do it. 

Now luv, all you gotta do, luv, is when the whistle's blown, I want you to give one spin, one spin only on your ball.

Any prize, take what you like. One winner, one prize, the pick o' th' stall. Are you all ready ?
という客引きのセリフと群衆の声から始まる。
レコーディングは1967年5月18日にロンドンのオリンピック・スタジオで行われた。リチャーズは、2016年のインタビューで「シーズ・ア・レインボー」の制作当初、「オルゴールのような」サウンドをイメージしていたことを明かしている。その後、バンドとプロデューサーのアンドリュー・ルーグ・オールダムは、このイメージを可能な限り楽曲に反映するように制作を行った。楽曲制作時のタイトルは「Flowers in Your Bonnet」。
楽曲は、ニッキー・ホプキンスが弾くバロック調のピアノのイントロから始まる。楽曲内では、再生速度を上げたバッキング・ボーカル、ジョン・ポール・ジョーンズが編曲を手がけたストリングス、ミュートしたエレクトリック・ギターやパーカッションなどが確認できる。

## リリース
「シーズ・ア・レインボー」は、1967年12月にシングル盤として発売され、アメリカのBillboard Hot 100で最高位25位を獲得した。その後、コンピレーション・アルバムにおいて、たびたび取り上げられており、『スルー・ザ・パスト・ダークリー (ビッグ・ヒッツ Vol.2)』（1969年）、『モア・ホット・ロックス』（1972年）、『30 Greatest Hits』（1977年）、『シングル・コレクション (ザ・ロンドン・イヤーズ)』（1989年）、『フォーティ・リックス』（2003年）、『GRRR!』（2012年）に収録された。

## ライブ・パフォーマンス
1997年から1998年の「ブリッジズ・トゥ・バビロン」ツアーでライブ初演奏となり、その後2016年の「アメリカ・ラティーナ・オレ」ツアーで18年ぶりに披露している。

## 評価
オールミュージックのブルース・エダーは、「ミック・ジャガーとキース・リチャーズがローリング・ストーンズのために書いた曲の中で、最も美しく、最もらしくない曲」とし、「予想外に綺麗なメロディーを持つ、まともなストーンズのレコード」と評している。一方で、「この曲で彼は、ジャガーの美徳を讃えるトルバドゥールなのか、それとも最近の征服者に欲情しているサテュロスなのか判断がつかない」「ローリング・ストーンズがこの曲をどれほど真剣に聞いていたのか、"ooo-la-la"という大袈裟で異様なコーラスを取り入れていたことも気になる」と述べている。
ミック・ジャガーは、『サタニック・マジェスティーズ』自体には低評価を下しているが、この曲と「2000光年のかなたに」だけは「いい曲だ」としている。

## クレジット
※出典
ローリング・ストーンズ
- ミック・ジャガー - リード・ボーカル、ハーモニー・ボーカル、タンバリン
- キース・リチャーズ - アコースティック・ギター、リードギター
- ブライアン・ジョーンズ - メロトロン
- ビル・ワイマン - ベース
- チャーリー・ワッツ - ドラム
- 演奏者不明 - バッキング・ボーカル、パーカッション

外部ミュージシャン
- ニッキー・ホプキンス - ピアノ
- ジョン・ポール・ジョーンズ - ストリングスアレンジ
- 演奏者不明 - ストリングス

## チャート成績
| チャート (1967年 – 1968年)       | 最高位 |
| -------------------------------- | ------ |
| オーストリア (Ö3 Austria Top 40) | 8      |
| ベルギー (Ultratop 50 Flanders)  | 13     |
| カナダ トップシングルス (RPM)    | 9      |
| オランダ (Single Top 100)        | 2      |
| スペイン (PROMUSICAE)            | 19     |
| スイス (Schweizer Hitparade)     | 3      |
| US Billboard Hot 100             | 25     |

| チャート (2007年)            | 最高位 |
| ---------------------------- | ------ |
| デンマーク (Tracklisten)     | 25     |
| スイス (Schweizer Hitparade) | 91     |

## カバー・バージョン
ロンドン交響楽団は、1994年に発売したアルバム『Symphonic Music of the Rolling Stones』で本作をカバー。
モリー・タトルは、2020年に発売したアルバム『But I'd Rather Be With You』に本作のカバー・バージョンを収録している。